# Horvát függetlenségi népszavazás

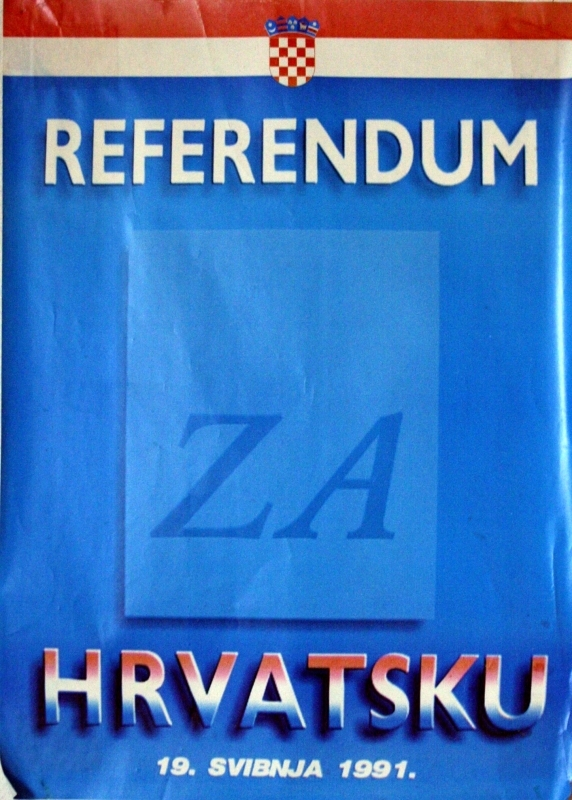
A plakát szövege:„Népszavazás Horvátországért 1991. május 19-én.” A középső téglalap a „ZA” felirattal azt a kék szavazólapot szimbolizálja, amelyen a Horvátország függetlenségéről szóló népszavazási kérdést feltették.

A horvát függetlenségi népszavazást 1991. május 19-én tartották az 1990-es horvát parlamenti választások és a Jugoszlávia felbomlásához vezető etnikai feszültségek erősödése után. 83 százalékos részvétel mellett a választók 93 százaléka a függetlenség mellett foglalt állást. Ezt követően Horvátország 1991. június 25-én kikiáltotta függetlenségét és a Jugoszláviával fennálló társulásának felbontását, de a brioni megállapodás értelmében a döntésre három hónapos moratóriumot vezetett be, amikor az Európai Közösség és az Európai Biztonsági és Együttműködési Konferencia erre felszólította. A moratórium idején a horvátországi háború eszkalálódott, és 1991. október 8-án a horvát parlament megszakította az összes megmaradt kapcsolatot Jugoszláviával. 1992-ben az Európai Gazdasági Közösség országai diplomáciai elismerésben részesítették Horvátországot, majd felvették az Egyesült Nemzetek Szervezetébe is.

## Előzmények
A második világháború után Horvátország a Jugoszláv Szocialista Szövetségi Köztársaság része lett. Horvátországot a Horvátországi Kommunisták Szövetsége uralta, és a Jugoszláv Föderáción belül bizonyos fokú autonómiát élvezett. 1967-ben horvát szerzők és nyelvészek egy csoportja kiadta a Nyilatkozatot a horvát irodalmi nyelv státuszáról és nevéről, nagyobb autonómiát követelve a horvát nyelv számára. A nyilatkozat hozzájárult egy nemzeti mozgalomhoz, amely polgári jogok kiterjesztésére és a jugoszláv gazdaság decentralizálására törekedett, és az 1971-es horvát tavaszban csúcsosodott ki, amelyet a jugoszláv vezetés elnyomott. Az 1974-es jugoszláv alkotmány megnövelt autonómiát adott a szövetségi egységeknek, lényegében teljesítve a horvát tavasz egyik célját, és jogi alapot biztosítva a szövetségi választópolgárok függetlenségéhez.
Az 1980-as években a politikai helyzet Jugoszláviában romlott, a nemzeti feszültséget az 1986-os szerb SANU-memorandum, valamint az 1989-es vajdasági, koszovói és montenegrói lázadások fokozták. 1990 januárjában a Jugoszláv Kommunisták Szövetsége nemzeti alapon szerveződött frankciókra vált szét, és a horvát frakció lazább föderációt követelt. Ugyanebben az évben Horvátországban megtartották az első többpárti választásokat, amelyeken a Franjo Tuđman vezette Horvát Demokratikus Közösség győzelme további nacionalista feszültségekhez vezetett. A horvátországi szerb politikusok bojkottálták a Szábort, a helyi szerbek pedig átvették az irányítást a szerbek lakta területek felett, útlezárásokat állítottak fel, és megszavazták, hogy ezek a területek autonómmá váljanak. A szerb autonóm régiók hamarosan egyesültek, és a nemzetközileg el nem ismert Krajinai Szerb Köztársaság (RSK) kinyilatkoztatta, hogy ki kívánja vívni a függetlenséget Horvátországtól.

## A népszavazás és a függetlenség kikiáltása

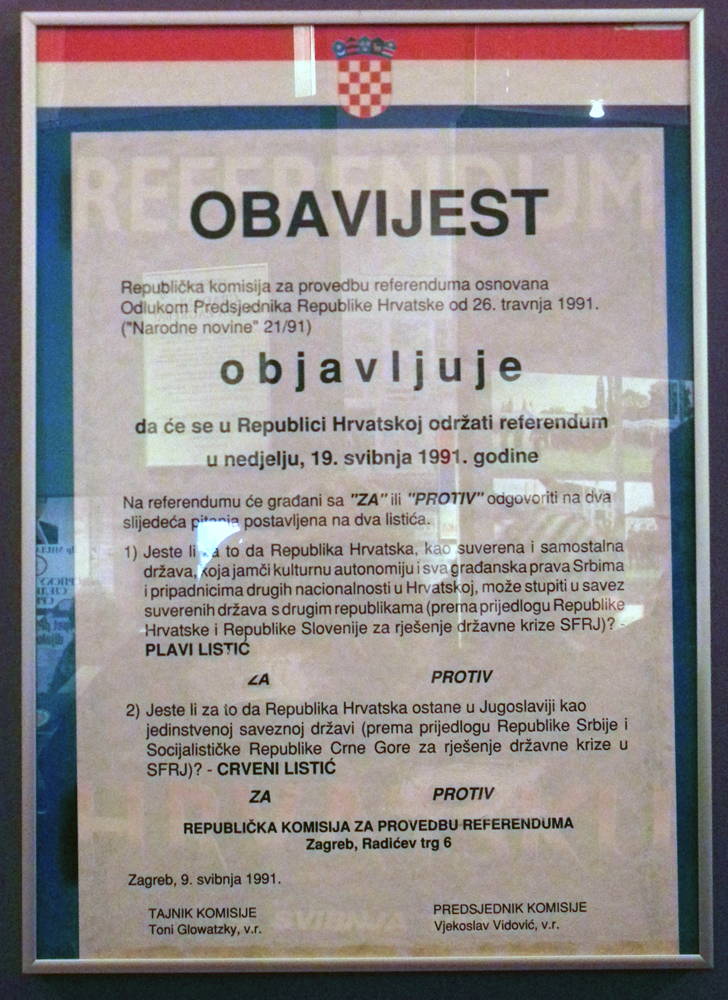
Tájékoztató plakát a népszavazás lebonyolításáról a Horvát Történeti Múzeumban

1991. április 25-én a horvát parlament úgy döntött, hogy május 19-én függetlenségi népszavazást tart. A határozatot a Horvát Köztársaság hivatalos lapjában tették közzé, és 1991. május 2-án tették hivatalossá. A népszavazás két lehetőséget kínált. Az elsőben Horvátország szuverén és független állammá válna, amely kulturális autonómiát és polgári jogokat biztosít a szerbek és más horvátországi kisebbségek számára, és szabadon hozhat létre szuverén államszövetséget más volt jugoszláv köztársaságokkal. A másodikban Horvátország egységes szövetségi államként Jugoszláviában maradna. A szerb helyi hatóságok a szavazás bojkottjára szólítottak fel. Egy héttel korábban, a szerbek által ellenőrzött területeken alternatív ellenreferendumot tartottak, ahol arról kérdezték a választókat, hogy szeretnének-e Jugoszláviában maradni, de Kelet-Szlavóniában a népszavazást elhalasztották, ahol így az a horvát függetlenségi népszavazás napján zajlott le. A horvátországi függetlenségi népszavazást 7691 szavazóhelyiségben tartották, ahol a választópolgárok két – kék és piros – szavazatot kaptak, egy-egy népszavazási lehetőséggel, amely lehetővé tette az egyik vagy mindkét szavazólap felhasználását. A kék szavazólapon bemutatott, Horvátország függetlenségét javasoló népszavazási kérdés 93,24% igen, 4,15% nem, 1,18% érvénytelen vagy üres szavazatot kapott. A második népszavazási kérdést, amely azt javasolta, hogy Horvátország maradjon Jugoszláviában, 5,38% igen, 92,18% nem és 2,07% érvénytelen szavazattal elutasították. A részvételi arány 83,56% volt.
Horvátország ezt követően kikiáltotta függetlenségét, és 1991. június 25-én feloszlatta (horvátul: razdruženje) a Jugoszláviával fennálló társulását. Az Európai Gazdasági Közösség és az Európai Biztonsági és Együttműködési Konferencia sürgette a horvát hatóságokat, hogy a döntésre adjanak három hónapos moratóriumot. Horvátország beleegyezett abba, hogy három hónapra befagyasztja függetlenségi nyilatkozatát, mely kezdetben enyhítette is a feszültséget. Ennek ellenére a horvát függetlenségi háború tovább eszkalálódott. Október 7-én, a moratórium lejártának előestéjén a Jugoszláv Légierő megtámadta Banski Dvorit, a fő zágrábi kormányzati épületet. 1991. október 8-án lejárt a moratórium, és a horvát parlament megszakította Jugoszláviával fennálló kapcsolatait. A parlament ünnepi ülését a fent említett jugoszláv légitámadás által kiváltott biztonsági aggályok miatt az INA zágrábi Šubićeva utcai épületében tartották, mert attól tartottak, hogy a Jugoszláv Légierő megtámadhatja a parlament épületét is. Október 8-át egy ideig Horvátország függetlenségének napjaként ünnepelték. Napjainkban október 8-a a horvát parlament emléknapja, és már nem munkaszüneti nap.

## A nemzetközi elismerés

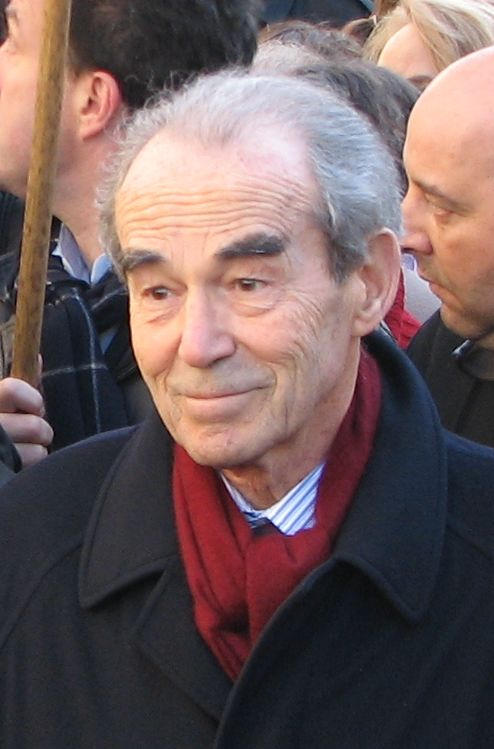
Robert Badinter a Badinter-bizottság elnöke

A Badinter Választottbírósági Bizottságot az Európai Gazdasági Közösség (EGK) Miniszterek Tanácsa hozta létre 1991. augusztus 27-én azzal a céllal, hogy jogi tanácsokat és kritériumokat adjon a volt jugoszláv köztársaságoknak a diplomáciai elismeréshez. 1991 végén a Bizottság többek között kijelentette, hogy Jugoszlávia felbomlása folyamatban van, és hogy szabad megegyezés nélkül a jugoszláv köztársaságok belső határait nem lehet megváltoztatni. Horvátország háború előtti határait az 1947-es demarkációs bizottságok határozták meg, és az 1971-es és 1974-es jugoszláv szövetségi alkotmánymódosítások adták meg a szuverén jogokat, melyeket a szövetségi egységek gyakoroltak, és a szövetség csak az alkotmány által kifejezetten rá ruházott jogkörrel rendelkezett.
A Jugoszláviai Választottbírósági Bizottság elnöke Robert Badinter volt. Németország kiállt Horvátország gyors elismerése mellett, és kijelentette, hogy meg akarja állítani a szerbek lakta területeken folyó erőszakot. Franciaország, az Egyesült Királyság és Hollandia ellenezte a gyors elismerést, de az országok megegyeztek abban, hogy közös megközelítést követnek, és kerülik az egyoldalú lépéseket. Október 10-én, két nappal azután, hogy a horvát parlament megerősítette a függetlenség kikiáltását, az EGK úgy döntött, hogy két hónappal elhalasztja a Horvátország elismeréséről szóló döntést, és úgy döntött, hogy ha addig nem ér véget a háború, két hónapon belül elismeri Horvátország függetlenségét. A határidő lejártával Németország ismertette döntését, hogy Horvátországot diplomáciailag elismeri – ezt az álláspontot Olaszország és Dánia is támogatta. Franciaország és az Egyesült Királyság egy olyan ENSZ-határozat megszövegezésével, amelyben nem támogatnák az egyoldalú lépéseket, amelyek ronthatnák a helyzetet, megpróbálta megakadályozni az elismerést, de a Biztonsági Tanács december 14-iki vitájában meghátráltak, amikor úgy látták, hogy Németország elszántan szembeszáll az ENSZ határozatával. December 17-én az EGK hivatalosan beleegyezett abba, hogy a Badinteri Választottbírósági Bizottság véleményére támaszkodva 1992. január 15-én megadja Horvátországnak diplomáciai elismerést.
A bizottság úgy ítélte meg, hogy Horvátország függetlenségét nem szabad azonnal elismerni, mivel az új horvát alkotmány nem rendelkezik az EGK által előírt kisebbségek védelméről. Válaszul Franjo Tuđman elnök írásos biztosítékot adott Robert Badinternek, hogy a hiányt orvosolni fogják. Az RSK december 19-én hivatalosan kinyilvánította elszakadását Horvátországtól, de államiságát és függetlenségét nemzetközileg nem ismerték el. December 26-án a jugoszláv hatóságok bejelentették egy kisebb állam létrehozásának tervét, amely magában foglalhatja a Horvátországtól elfoglalt területet, de a tervet az ENSZ Közgyűlése elutasította. Horvátországot először 1991. június 26-án ismerte el független államként Szlovénia, amely Horvátországgal egy napon kiáltotta ki függetlenségét. Őket július 30-án Litvánia követte, majd 1991 decemberében Ukrajna, Lettország, Izland és Németország következett. Az EGK-országok 1992. január 15-én, az Egyesült Nemzetek Szervezete pedig 1992 májusában ismerte el Horvátországot.

## Következmények
Bár január 15-e, az a nap, amikor Horvátország elnyerte a diplomáciai elismerést nem munkaszüneti nap, a horvát média és politikai élet ma is számon tartja. A 10. évfordulón, 2002-ben a Horvát Nemzeti Bank 25 kunás emlékérmét vert. A függetlenség kikiáltását követő időszakban a háború Vukovár és Dubrovnik ostromával, valamint a másutt kirobbant harcokkal tovább eszkalálódott, mígnem az 1992. január 3-i tűzszünet stabilizálódáshoz és az erőszak jelentős csökkenéséhez vezetett. A háború gyakorlatilag 1995 augusztusában a Vihar hadművelet eredményeként Horvátország döntő győzelmével ért véget. Horvátország jelenlegi határai akkor jöttek létre, amikor az 1995. novemberi erdődi megállapodás értelmében Kelet-Szlavónia szerbek által elfoglalt területeit visszaintegtrálták Horvátországhoz, az eljárás 1998 januárjában zárult le.

## Fordítás
- Ez a szócikk részben vagy egészben  a(z)   1991 Croatian independence referendum című angol Wikipédia-szócikk ezen változatának fordításán alapul.  Az eredeti cikk szerkesztőit annak laptörténete sorolja fel. Ez a jelzés csupán a megfogalmazás eredetét és a szerzői jogokat jelzi, nem szolgál a cikkben szereplő információk forrásmegjelöléseként.